# 玛格达莱娜·文德利希
玛格达莱娜·文德利希（德語：Magdalena Wunderlich，1952年5月16日—），德国女子皮划艇运动员。她曾代表西德参加1972年夏季奥林匹克运动会皮划艇比赛，获得女子单人皮艇激流铜牌。